# Asakura Norikage
Pour les articles homonymes, voir Asakura (homonymie).
Asakura Norikage est un nom japonais traditionnel ; le nom de famille (ou le nom d'école), Asakura, précède donc le prénom (ou le nom d'artiste).
Asakura Norikage (朝倉 教景, 1477-23 septembre 1555), aussi connu sous le nom Asakura Sōteki (朝倉 宗滴), est un samouraï de la fin de la période Sengoku du Japon féodal.

## Biographie
Norikage est le 8e fils d'Asakura Toshikage. En 1506, il mène les Asakura à la victoire contre les Ikkō-shū (moines militants) du Hongan-ji à la bataille de la Kuzuryū-gawa, en dépit de leur supériorité numérique.
En 1548, il se fait prêtre et change son nom pour celui de Soteki. Cela ne l'empêche cependant pas de s'engager au combat. Il se lance dans sa dernière campagne militaire à l'âge de 79 ans contre des partisans Ikkō. Il meurt de cause naturelle au cours de cette campagne.

## Source de la traduction
- (en) Cet article est partiellement ou en totalité issu de l’article de Wikipédia en anglais intitulé « Asakura Norikage » (voir la liste des auteurs).